# Liste der Baudenkmale in Lüneburg – Van-der-Mölen-Straße
In der Liste der Baudenkmale in Lüneburg – Van-der-Mölen-Straße sind Baudenkmale in der Van-der-Mölen-Straße in der niedersächsischen Stadt Lüneburg aufgelistet. Die Quelle der IDs und der Beschreibungen ist der Denkmalatlas Niedersachsen. Der Stand der Liste ist der 31. Dezember 2021.

## Allgemein
In den Spalten befinden sich folgende Informationen:
- Lage: die Adresse des Baudenkmales und die geographischen Koordinaten. Kartenansicht, um Koordinaten zu setzen. In der Kartenansicht sind Baudenkmale ohne Koordinaten mit einem roten Marker dargestellt und können in der Karte gesetzt werden. Baudenkmale ohne Bild sind mit einem blauen Marker gekennzeichnet, Baudenkmale mit Bild mit einem grünen Marker.
- Bezeichnung: Bezeichnung des Baudenkmales
- Beschreibung: die Beschreibung des Baudenkmales. Unter § 3 Abs. 2 NDSchG werden Einzeldenkmale und unter § 3 Abs. 3 NDSchG Gruppen baulicher Anlagen und deren Bestandteile ausgewiesen.
- ID: die Objekt-ID des Baudenkmales
- Bild: ein Bild des Baudenkmales, ggf. zusätzlich mit einem Link zu weiteren Fotos des Baudenkmals im Medienarchiv Wikimedia Commons. Wenn man auf das Kamerasymbol klickt, können Fotos zu Baudenkmalen aus dieser Liste hochgeladen werden:

## Baudenkmale
Die Familie van der Mölen waren Sülzmeister in Lüneburg. Die Siedlung Van-der-Mölen-Straße 1–17 wurde von 1927 bis 1928 errichtet. Der Entwurf kam von R. Tödter. Es sind zweigeschossige Reihenhäuser im Stil des Deutschen Werkbundes.

| Lage                                                | Bezeichnung | Beschreibung | ID       | Bild |
| --------------------------------------------------- | ----------- | ------------ | -------- | ---- |
| Van-der-Mölen-Straße 1 53° 15′ 14″ N, 10° 24′ 8″ O  | Wohnhaus    |              | 30660017 | BW   |
| Van-der-Mölen-Straße 2 53° 15′ 15″ N, 10° 24′ 8″ O  | Wohnhaus    |              | 30660034 | BW   |
| Van-der-Mölen-Straße 3 53° 15′ 14″ N, 10° 24′ 7″ O  | Wohnhaus    |              | 30660052 | BW   |
| Van-der-Mölen-Straße 4 53° 15′ 15″ N, 10° 24′ 7″ O  | Wohnhaus    |              | 30660069 | BW   |
| Van-der-Mölen-Straße 5 53° 15′ 14″ N, 10° 24′ 7″ O  | Wohnhaus    |              | 30660086 | BW   |
| Van-der-Mölen-Straße 6 53° 15′ 15″ N, 10° 24′ 6″ O  | Wohnhaus    |              | 30660103 | BW   |
| Van-der-Mölen-Straße 7 53° 15′ 14″ N, 10° 24′ 6″ O  | Wohnhaus    |              | 30660120 | BW   |
| Van-der-Mölen-Straße 8 53° 15′ 15″ N, 10° 24′ 6″ O  | Wohnhaus    |              | 30660137 | BW   |
| Van-der-Mölen-Straße 9 53° 15′ 14″ N, 10° 24′ 6″ O  | Wohnhaus    |              | 30660154 | BW   |
| Van-der-Mölen-Straße 10 53° 15′ 15″ N, 10° 24′ 5″ O | Wohnhaus    |              | 30660171 | BW   |
| Van-der-Mölen-Straße 11 53° 15′ 14″ N, 10° 24′ 5″ O | Wohnhaus    |              | 30660188 | BW   |
| Van-der-Mölen-Straße 12 53° 15′ 15″ N, 10° 24′ 4″ O | Wohnhaus    |              | 30660205 | BW   |
| Van-der-Mölen-Straße 13 53° 15′ 14″ N, 10° 24′ 5″ O | Wohnhaus    |              | 30660222 | BW   |
| Van-der-Mölen-Straße 14 53° 15′ 15″ N, 10° 24′ 3″ O | Wohnhaus    |              | 30660239 | BW   |
| Van-der-Mölen-Straße 15 53° 15′ 14″ N, 10° 24′ 4″ O | Wohnhaus    |              | 30660256 | BW   |
| Van-der-Mölen-Straße 17 53° 15′ 14″ N, 10° 24′ 3″ O | Wohnhaus    |              | 30660273 | BW   |